# Terra Franca
Pour plus de détails, voir Fiche technique et Distribution.
Terra Franca est un film portugais réalisé en par Leonor Teles et sorti en 2018.

## Fiche technique
- Titre : Terra Franca
- Réalisation : Leonor Teles
- Scénario : Leonor Teles
- Photographie : Leonor Teles
- Son : Rafael Gonçalves Cardoso, Bernardo Theriaga, Joana Niza Braga et Branko Neskov
- Montage :  Luisa Homem, João Braz et Raul Domingues
- Production : Uma Pedra No Sapato
- Distribution : Docks 66
- Pays d'origine :  Portugal
- Durée : 82 minutes
- Date de sortie : France - 21 novembre 2018

## Sélections
- Festival de Cannes 2018 (programmation ACID dans le cadre de l'ACID TRIP#2 Portugal)
- Festival Cinéma du réel 2018 : Prix international de la SCAM
- Festival international du film d'Amiens 2018 : Prix de la ville d'Amiens
- Escales documentaires de La Rochelle : Mention spéciale du Grand Prix du jury
- Festival international du film de Mar del Plata 2018 :  Prix du jury jeune pour le meilleur premier film de la compétition internationale